# Rádió Plusz (2005–2011)
A Rádió Plusz egy regionális kereskedelmi rádió volt. 2005. július 11-én indította el adását Szeged és Szentes környékén. 2011-ben szűnt meg.

## Története
2005. július 11-én Rádió Plusz néven új rádió indult a szegedi 100,2-es, valamint a szentesi 95,7-es frekvencián, amelyeken addig a Juventus Szeged illetve a Juventus Szentes műsora szólt (azt megelőzően 1998 és 2001 között 24 órában a Média 6 Rádió, előtte pedig osztott frekvenciaként üzemelt). Az új adót a konkurens helyi rádió 15 volt munkatársa alapította, kiegészülve néhány Juventusossal, illetve „külsőssel”. A Rádió Plusz elsősorban a helyi hírekre, eseményekre fókuszált. A rádióadó a 15-39 év közötti célcsoport informálását és szórakoztatását tekintette legfőbb feladatának.
2006 októberében az N-Joy Médiacsoport megvásárolta a rádiót. Az N-Joy Médiacsoport a kaposvári Enjoy Rádióból nőtte ki magát. 
2008 decemberében hét internetes tematikus csatornával bővült a Rádió Plusz kínálata. Külön csatornát szenteltek többek között az RnB-nek és a Hip-Hop-nak, a 90-es évek zenéinek, a retró slágereknek és a rockzenének. Az adások kezdetben csak az interneten voltak hallhatóak, de a közeljövőben a technikai kivitelezést is jegyző TvNetwork hálózat teljes szolgáltatási területén, elsősorban a digitális kábelszolgáltatásban is elosztásra kerültek. Ezen kívül további helyi műsorszolgáltatókkal folytak egyeztetések, hogy a rádió éteres adásán kívül az új csatornák elérhetővé váljanak minél több digitális kábeltévé előfizető számára.
2009 januárjától a City Rádió és a Rádió FM 95 korábbi frekvenciáit felvásárolva Berettyóújfaluban és Derecskén is, Hajdú-Bihar megye jelentős részén is hallható volt a Rádió Plusz adása. 2011. június 16-án azonnali hatállyal felmondta díjhátralék miatt a Nemzeti Média- és Hírközlési Hatóság a szerződést, ezért el kellett hallgatniuk.

## Korábbi frekvenciák
- Szeged – 100,2 MHz
- Szentes – 95,7 MHz
- Berettyóújfalu – 90,3 MHz
- Derecske – 94,7 MHz
- Eger – 106,9 MHz

#### Kábelfrekvenciák
- T-Home: 103,9 MHz
- Szélmalom KTV: 107,5 MHz
- TVNetwork:
  - Kiskunhalas, Szeged: 98,5 MHz
  - Szentes: 89,0 MHz
  - Tompa: 90,0 MHz
  - Tiszakécske: 105,0 MHz
- TKTV (Szeged, Tarján): 102,0 MHz

## Management
- Régióigazgató: Konkoly Béla
- Ügyvezető: Batki Erika
- Értékesítési vezető: Oláh Ferenc, Pajor Endre
- Műsorigazgató: Molnár Balázs
- Hírigazgató: Zoltán Csaba

## Munkatársak
- Ábrahám Zsolt – műsorvezető
- Bittmann Emil - sportszerkesztő
- Boki - műsorvezető
- Boldizsár Kata - műsorvezető
- Brunner Krisztián - műsorvezető
- Greskovics Péter – műsorvezető
- Halupa Eszter – műsorvezető
- Király Tamás – műsorvezető
- Kiss Kata – műsorvezető
- Kovács Bálint - műsorvezető
- Molnár Balázs – műsorvezető
- Regős Dóra – hírszerkesztő
- Süli Róbert – sportszerkesztő
- Szabó Szilvia – hírszerkesztő
- Tekulics Tamás – gyártásvezető
- Varga Mónika – riporter, szerkesztő
- Wéhli Márk – sportszerkesztő
- Zoltán Csaba – hírszerkesztő

## Hallgatottság
2009 május (Gfk-Szonda Ipsos)
15-49 évesek:

Rádió Plusz: 19,9%

Rádió 88: 42,9%

Sláger: 20,9%

Danubius: 14,0%

## Cikkgyűjtemény
- Új rádió indul Szegeden – Hullámvadász, 2005. július 6.
- Hópárducok örökbe – Délmagyarország, 2005. augusztus 3.[halott link]
- Schumi aláírása – Délmagyarország, 2005. augusztus 6.[halott link]
- Hajrá a Forma 1-es licitben – Délmagyarország, 2005. augusztus 13.[halott link]
- Folytatódik a Forma 1-es licit – Délmagyarország, 2005. augusztus 17.[halott link]
- Király a Tisza jegén – Délmagyarország, 2005. augusztus 19.[halott link]
- Az elsősöket segítik – Délmagyarország, 2005. szeptember 16.[halott link]
- Kulcs és Lakat Party - EST.hu, 2006. április 4.
- Elhárították a műszaki hibát – Délmagyarország, 2007. január 11.[halott link]
- Bővítette elérhetőségét a Rádió Plusz – MédiaInfó, 2007. január 18.
- Tematikus Rádiók – Délmagyarország, 2009. január 14.[halott link]
- Hamburgerfalás a Rádió Plusszal – Délmagyarország, 2009. április 19. Archiválva 2009. április 22-i dátummal a Wayback Machine-ben
- Fullos osztálybuli a Rádió Plusszal – Délmagyarország, 2009. április 20. Archiválva 2009. április 22-i dátummal a Wayback Machine-ben
- Bor, Mámor, Rádió Plusz – Délmagyarország, 2009. május 16. Archiválva 2009. május 28-i dátummal a Wayback Machine-ben
- SZIN-re hangolva – Délmagyarország, 2009. június 25. Archiválva 2009. június 27-i dátummal a Wayback Machine-ben
- Vigyázz az utcára szabadult gyerekekre! – Délmagyarország, 2009. június 25. Archiválva 2009. június 27-i dátummal a Wayback Machine-ben

## Külső hivatkozások
- A Rádió Plusz honlapja
- A Rádió Plusz adatlapja a Hullámvadász portálon
- Molnár Balázs, a Rádió Plusz műsorvezetőjének weblapja